# Henrik Knudsen
Henrik Knudsen (ur. 6 marca 1982 w Haderslev) – duński piłkarz ręczny, środkowy rozgrywający, reprezentant Danii. Zawodnik Mieszkowa Brześć.
Występował w klubach KIF Kolding, Bjerringbro HF, Kroppskultur i IFK Ystad HK. Do Vive przyszedł z niemieckiego TV Emsdetten. Z kieleckim klubem podpisał kontrakt obowiązujący do czerwca 2010 r. W polskiej ekstraklasie zadebiutował 7 grudnia 2008 r. w meczu Vive Kielce – Wisła Płock wygranym przez gospodarzy 30:27, w którym rzucił 3 bramki. Po sezonie 2010/2011 przeniósł się do beniaminka Bundesligi Bergischer HC. Z powodu upadłości niemieckiego klubu związał się dwuletnim kontraktem z białoruskim BHK Brześć.
Ma 183 cm wzrostu i waży 87 kg.

## Osiągnięcia
- Złoty Medalista Mistrzostw Polski:  2009, 2010
- Srebrny Medalista Mistrzostw Polski:  2011
- Zdobywca Pucharu Polski:  2009, 2010, 2011